# School's Out
«School's Out» es una canción realizada por Alice Cooper en 1972 dirigido por Bob Ezrin de su quinto álbum en estudio School's Out. Llegó a estar en el puesto 7 en el Billboard Hot 100, en el puesto 2 en el Billboard 200 y en el puesto 1 en el UK Singles Chart durante las tres semanas en agosto de 1972.

## Versiones
- 45 Grave
- Grave Digger
- Cretu and Thiers
- Alex Harvey
- Demons & Wizards
- Kirka
- Krokus
- Soul Asylum para la banda sonora de la película The Faculty
- Megadeth
- Sevendust
- Daphne and Celeste
- The Last Hard Men
- A*Teens
- GWAR
- Hide
- Mark Salling (Glee)
- Slash con la banda de American Idol

Curiosidades
En el episodio Kamp Krusty de la cuarta temporada de la serie Los Simpson, Bart sueña que se encuentra destruyendo la escuela debido a que terminan las clases, la canción suena en el fondo de la destrucción. También es usado en el juego Guitar Hero III como parte de su repertorio.
- Datos: Q1513101